# Покрети отпора у Другом светском рату
Покрети отпора у Другом светском рату јавили су се скоро у свакој окупираној земљи, у различитим видовима, од одбијања сарадње и противокупаторске пропаганде, преко скривања савезничких пилота, до отворених борби и ослобађања градова.
Најпознатији покрети отпора у Другом светском рату били су југословенски четници и југословенски партизани, пољска Армија Крајова, совјетски партизани, француски покрет отпора, италијански ЦНЛ, норвешки покрет отпора, грчки отпор и холандски отпор.

## Чехословачка
У Чешкој су носиоци отпора против Немаца били двојаког порекла, потичући од демократских струја и комуниста. Два независна и паралелна тока отпора. Томе треба захвалити пре свега, јер је Комунистичка партија Чехословачке била усмерена на стварање широког националног фронта под њеним руководством, подвлачећи значај активне борбе против окупатора и његових сарадника. На другој страни, чехословачка емиграција са Едуардом Бенешом схватила је значај СССР-а у антифашистичком рату. 
Шарл Де Гол је за Бенеша говорио да је разумео веома рано, за разлику од Владислава Сикорског, да његов повратак у Праг води преко Москве, исказујући велику умешност да одржава везе са Британцима не запостављајући и Совјете, у настојању да што боље обезбеди обнову Чехословачке и њену унутрашњу независност и интегритет.

## Пољска
Пољска је била на далеко оштријем немачком удару од многих других окупираних земаља. Пољски отпор био је израз пољског патриотизма, али и израз великог антипољског расположења Немаца, који су их од првог дана окупације изложили масовном терору, слању на принудни рад, одвођењу у концентрационе логоре. 
Пољска је на основу „брака“ између бољшевика и нациста доживела после септембра 1939. четврту поделу у својој историји сада између СССР-а и Немачке. Од 1939. до 1941. у пољским грађанским круговима сматрало се да постоји нацистички и „црвени империјализам“. Покрет отпора под утицајем Запада је у том периоду своје борбене задатке одређивао истовремено као антисовјетске и антихитлеровске. 
Влада Сикорског је после 1941. успела да створи споразум са совјетском владом, што је ишло на руку комунистима у стварању широког народног фронта. Паралелне организације нису успеле да се стопе, али нису ни ушле у рат једне против друге, иако је крило отпора под утицајем Запада остало при својој основној концепцији неангажовања на масовној борбеној основи до завршне фазе борбе, изражавајући свој став у слогану „Пушка к нози“.

## Грчка
У Грчкој, где је покрет отпора добио обележја народноослободилачког покрета, дошло је од октобра 1943. до фебруара 1944. године до грађанског рата између ЕАМ-а (Грчки народноослободилачки фронт), чије су језгро представљали комунисти, односно његове оружане силе ЕЛАС, и команданта војних формација пуковника Наполеона Зерваса ЕДЕС-а (Етникос Демократикос Елиникос Стратос). Уједињавању ројалистичких снага против комуниста увелико су кумовали Британци. Грчки грађански рат обновиће се после британске интервенције 3. децембра 1944. против снага ЕАМ-а, под оптужбом да желе да заузму престоницу и силом завладају у Грчкој. ЕАМ су сломиле интервенционистичке британске снаге које су имале Черчилову поруку да поступају као у неком освојеном граду у којем је локална побуна у току.
После шест недеља отпора, снаге ЕЛАС-а пристале су на примирје потписано 11. јануара 1945, повлачећи се даље од Атине, Солуна и Патраса. ЦК ЕАМ-а је принуђен да у Варкизи 12. фебруара 1945. прихвати примирје са представницима грчке владе. Неће дуго потрајати и у Грчкој ће започети нови грађански рат (1946-1949).

## Албанија
Грађански рат је текао у Албанији, са снагама квислиншког режима „Велике Албаније“, створеног под покровитељством окупатора. Квислинзи су развијали пропаганду о опасности која прети Албанији од словенске опасности са севера и хеленске с југа. Комунисти су представљани као туђински агенти. 
Друга струја антикомунистичке акције јавила се у виду националистичког Националног фронта (Бали Комбетар), образоване у јесен 1942. године. Вођство Бали Комбетара полазило је од става да са борбом треба сачекати. Бали Комбетар се залагао за Велику Албанију као вид националне интеграције свих Албанаца. Организација се налазила у рукама крупних албанских поседника, интелектуалаца, патриота грађанске и социјалистичке оријентације, али антикомунистички расположених (Мехди Фрашери, Абас Ермени, Али Келцира, Кол Тромара, Бахри Омари и други). Нападали су КП Албаније као „терористичку клику“, састављену од „Срба Душана и Миладина“- Комунисти су оптуживани за ненационално држање, за диктатуру Стаљина. Албанци су позивани да не слушају „крвнике и продане људе“. 
Снаге пуковника Мухарема Барјактарија у северној Албанији, најсроднија организација покрету Драже Михаиловића, с којом је Михаиловић одржавао везе, налазиле су се такође у сукобу с народноослободилачким покретом Албаније под руководством КП Албаније.

## Француска
На измаку лета 1941. у Француској су почели напади на немачке касарне, клубове и биоскопе намењене немачким војницима, на кантине, војне чекаонице и транспорте. Септембра 1941. нападнута су немачка војна лица у Нанту, Бордоу, Паризу. Немци су одговорили стрељањима талаца и затварањем хиљада људи. Шарл де Гол је 23. октобра 1941. преко лондонског радија, наредио да се „на окупираној територији Немци отворено не убијају“, јер им је лако да масовном одмаздом одговарају против ненаоружаних грађана. Чим су Немци 24. октобра стрељали таоце у Нанту, Бордоу и Сатобријану, де Гол је преко радија поручио: „Стрељајући наше мученике, непријатељ верује да ће заплашити Француску. Француска ће му показати да га се не боји...“ Генерал је у знак симбола непокорности и пијетета према жртвама позвао све Французе и Францускиње да престану са радом и да остану „непомични“ тамо где се затекну, у петак 31. октобра 1941. године.
Као одговор на погибије немачких војника и официра, Шарл де Гол је у Француској обуставио активне операције против немачке војне силе у северној Француској у име егзистенцијалних разлога. Оваква реакција била је изазвана западноевропским схватањем покрета отпора, на чију је концепцију и физиономију утицала и Велика Британија: да се покрет организационо развије, прекрије Француску, задржи у „подземљу“ до одређеног часа, стави у функцију прикупљања обавештајних извора, информација и других података, а на другој страни Немци психолошки осете да су у освојеној и непријатељској земљи у којој отпор у виду пасивне резистенције није престајао.
Де Гол је градио свој ауторитет вође стварањем покрета и његовим обједињавањем. Карактерисала га је почетна уситњеност: био је подељен на грађански и комунистички део, испарцелисан мноштвом аутономних организација, а пре свега раздвојен демаркационом линијом између оног на југу и оног на северу. Француски покрет отпора имао је своју спољну антифашистичку снагу, оличену у де Головој „Слободној Француској“. Генерал је највећу резерву показивао према комунистима као „армији револуције“. Де Гол је заговарао стратегију отпора без отворене оружане борбе у настојању да се развије обавештајна мрежа, обезбеди прелаз радиста, диверзаната, обавештајаца, пренос експлозива итд. Шари де Гол је обезбедио да се део ових веза остварује искључиво под његовом контролом. 
Супротставио се вишијевском режиму маршала Петена као „националној револуцији, моралној обнови и успостављању ауторитета“, вредности компромитованих самим тим што се везивао за окупатора. Де Гол је био прихваћен од Британаца као вођа „Слободних Француза“ после слома Француске. Генерал није одустајао од стављања вишијевских снага у колонијама под своју команду, посебно на Блиском истоку, у Сирији и Либану.

## Списак покрета отпора током Другог светског рата

### Европа
- Британски покрет отпора
- Албански покрет отпора
  - Народноослободилачка војска Албаније
  - Бали Комбетар (антииталијански, а касније антикомунистички и антијугословенски покрет)
- Аустријски покрет отпора
- Белоруски покрет отпора
- Белгијски покрет отпора
- Бугарски покрет отпора
- Литвански, летонски и естонски антисовјетски покрет отпора (Шумска браћа)
- Чешки покрет отпора
- Дански покрет отпора
- Холандски покрет отпора
- Луксембуршки покрет отпора
- Естонски покрет отпора
- Француски покрет отпора
- Немачки антифашистички покрет отпора
- Грчки покрет отпора
  - Народноослободилачки фронт Грчке (ЕАМ)
  - Национална републиканска грчка лига (ЕДЕС)
- Италијански покрет отпора
- Јеврејски отпор под владавином нациста
- Норвешки покрет отпора
- Пољски покрет отпора
  - Домовинска армија
  - Народна армија
- Словачки покрет отпора
- Југословенски покрет отпора
  - Народноослободилачка војска Југославије
  - Југословенска војска у отаџбини
- Украјински покрет отпора (антинемачки, антисовјетски и антипољски оријентисан)

### Азија
- Бурмански покрет отпора
- Кинески покрет отпора
- Хонконшки покрет отпора
- Индијска национална армија (пројапанске снаге у борби против британских колонијалиста)
- Корејски покрет отпора
- Филипински покрет отпора
- Малајски покрет отпора
- Вијетмин
- Тајски покрет отпора